# Bruno Bulić (biciklist)
Bruno Bulić (Pula, 6. ožujka 1958.), hrvatski biciklist. Nastupao je za Jugoslaviju.
Natjecao se na Olimpijskim igrama 1980. u cestovnoj utrci na 189 kilometra pojedinačno te je osvojio 50. mjesto, a na utrci momčadskog kronometra osvojio je 8. mjesto. Na OI 1984. je na utrci momčadskog kronometra osvojio 9. mjesto.
Na Mediteranskim igrama 1979. je osvojio brončanu medalju u vožnji momčadskog kronometra, a nastupio je i na cestovnoj utrci 153,9 km, na kružnoj stazi. Brončanu je medalju osvojio i na MI 1983. u ekipnoj cestovnoj utrci.
Godine 1984. pobijedio je na etapnoj utrci Kroz Jugoslaviju.
1986. nastupio je na Giro d'Italia na kojem je bio 25. u ukupnom poretku s napuknutom tetivom zadnje lože.
Pobjednik je utrka Kroz Istru, Kroz Jugoslaviju, Jadranska Magistrala, Giro del Friuli te u karijeri ima 63 pobjede.
Kao amater bio je član pulskog Siporexa, te talijanskog US Serravalle - Sitalk u svojoj zadnjoj amaterskoj sezoni. Tijekom dvije godine nastupao je kao profesionalac, najprije za ekipu Magniflex, te kasnije za ekipu Pepsi-Cola.
Zbog ozljede je prijevremeno okončao sportsku karijeru.

## Vanjske poveznice
- BrB sport  Arhivirana inačica izvorne stranice od 8. veljače 2018. (Wayback Machine)
- Cycle Base  Arhivirana inačica izvorne stranice od 8. veljače 2018. (Wayback Machine)
- il sito del Ciclismo